# Трстјена на Острву
Трстјена на Острву (слч. Trstená na Ostrove, мађ. Csallóköznádasd) насељено је мјесто са административним статусом сеоске општине (слч. obec) у округу Дунајска Стреда, у Трнавском крају, Словачка Република.

## Становништво
| Година:    | 1994. | 2004.   | 2014. | 2024.   |
| ---------- | ----- | ------- | ----- | ------- |
| Број људи: | 532   | 564     | 564   | 600     |
| Разлика:   |       | +6,01 % | +0 %  | +6,38 % |

| Година:    | 2023. | 2024.   |
| ---------- | ----- | ------- |
| Број људи: | 597   | 600     |
| Разлика:   |       | +0,50 % |

Према подацима о броју становника из 2011. године насеље је имало 540 становника.